# Steve Largent Award
Lo Steve Largent Award è assegnato annualmente dai Seattle Seahawks al membro (o ai membri) della squadra che ha esemplificato meglio lo spirito, la dedizione e l'integrità dell'ex wide receiver dei Seahawks membro della Pro Football Hall of Fame Steve Largent.

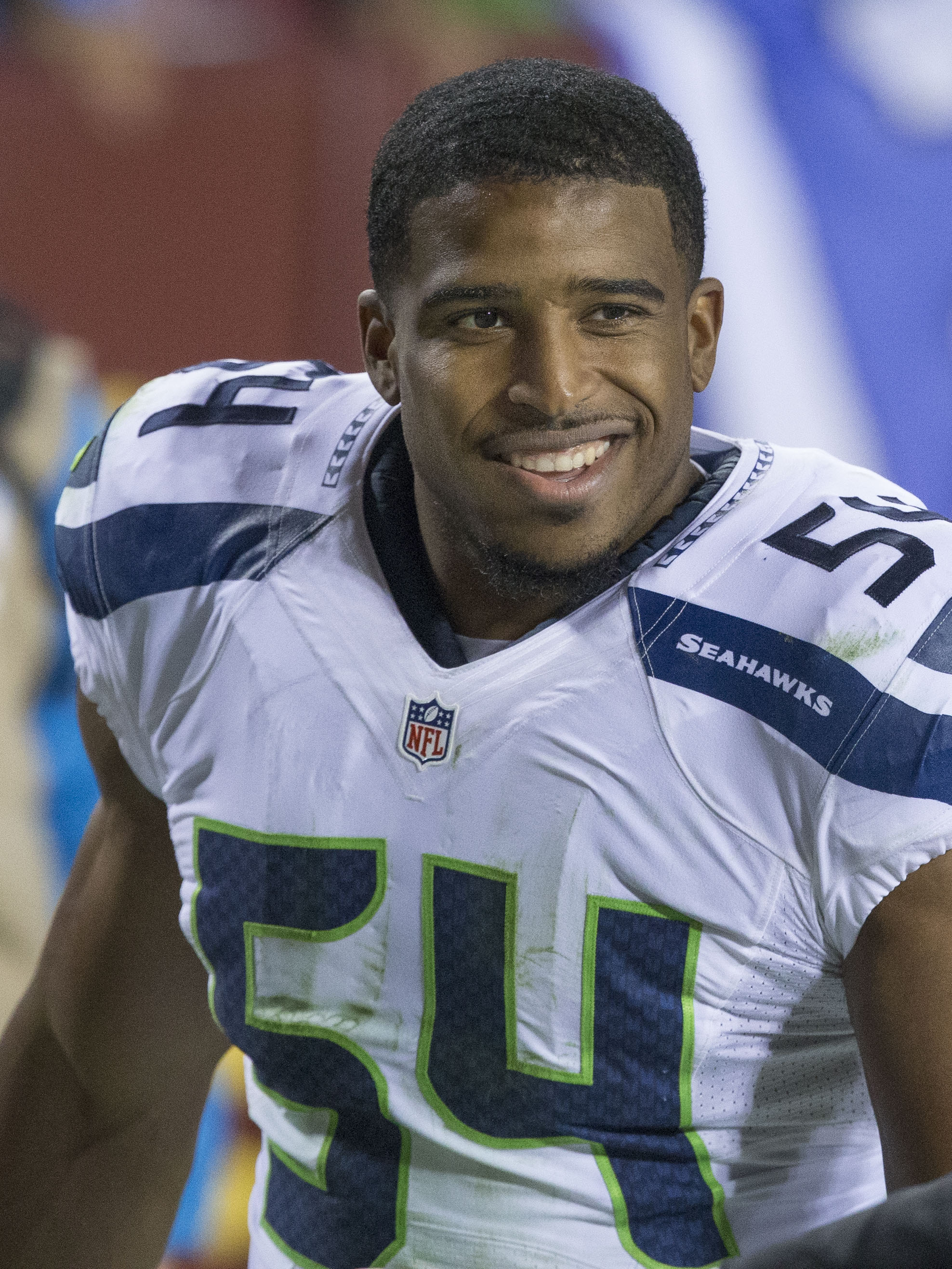
Il vincitore del 2017 e del 2023 Bobby Wagner

## Vincitori
| Anno | Giocatore              | Note   |
| ---- | ---------------------- | ------ |
| 1989 | Steve Largent          |        |
| 1990 | Jacob Green            |        |
| 1991 | Rufus Porter           |        |
| 1992 | Jeff Bryant e Joe Nash |        |
| 1993 | Eugene Robinson        |        |
| 1994 | Brian Blades           |        |
| 1995 | Terry Wooden           |        |
| 1996 | Cortez Kennedy         |        |
| 1997 | Winston Moss           |        |
| 1998 | Michael Sinclair       |        |
| 1999 | Chad Brown             |        |
| 2000 | Ricky Watters          |        |
| 2001 | Mack Strong            |        |
| 2002 | Mack Strong            |        |
| 2003 | Trent Dilfer           |        |
| 2004 | Mack Strong            |        |
| 2005 | Mack Strong            |        |
| 2006 | Mack Strong            |        |
| 2007 | Bobby Engram           |        |
| 2008 | Mike Holmgren          | [ 1 ]  |
| 2009 | Matt Hasselbeck        |        |
| 2010 | Roy Lewis              | [ 2 ]  |
| 2011 | Red Bryant             | [ 3 ]  |
| 2012 | Russell Wilson         | [ 4 ]  |
| 2013 | Earl Thomas            |        |
| 2014 | Kam Chancellor         |        |
| 2015 | Richard Sherman        | [ 5 ]  |
| 2016 | Kam Chancellor         |        |
| 2017 | Bobby Wagner           | [ 6 ]  |
| 2018 | Russell Wilson         | [ 7 ]  |
| 2019 | Russell Wilson         | [ 8 ]  |
| 2020 | K.J. Wright            | [ 9 ]  |
| 2021 | Tyler Lockett          |        |
| 2022 | Tyler Lockett          |        |
| 2023 | Bobby Wagner           | [ 10 ] |
| 2024 | Tyler Lockett          |        |